# 溫泉 (內華達州)
溫泉（英語：Hot Springs）是位於美國內華達州奈縣的鬼鎮。

## 地理
溫泉所處的海拔為高於海平面1092米（即3583英呎），而該地所採用的時區為UTC-8，即太平洋时区（PST）。同時該地設有夏令時間，為UTC-8調快一小時，即UTC-7（PDT）。